# Nowe życie (powieść)
Nowe życie (tur. Yeni Hayat) – wydana w 1994 roku powieść tureckiego pisarza Orhana Pamuka, laureata Nagrody Nobla w dziedzinie literatury w 2006.

## Fabuła
„Przeczytałem tę książkę pewnego dnia i całe moje życie zmieniło się” – słowa, wypowiedziane przez Osmana, głównego bohatera, młodego studenta architektury,  rozpoczynają powieść. Zafascynowany dziełem, razem z Canan, również studentką politechniki w Stambule, odbywają podróż po Turcji, zgłębiającą tajemnice książki. W powieści jednak nie pada ani razu co takiego czytał bohater, ani jednego słowa nie ma też o autorze owego dzieła. Po ukazaniu się powieści wielu czytelników dzwoniło do wydawcy z pytaniem o tajemniczą książkę, która odmienia życie. Wywarła tak duży wpływ, że zgromadziła wielu zwolenników, ale też i przeciwników, którzy wierzyli, że obraża proroka Mahometa. Bohaterowie stają się świadkami tragicznego wypadku autobusu, morderstwa, dowiadują się o tajemnych stowarzyszeniach, tajnych agentach i spiskowcach antytureckich. Pod wpływem tej wyprawy zmienia się nie tylko dotychczasowe życie Osmana, zmienia się on sam. To podróż w głąb samego siebie. To również książka o książkach. Zakazanych, drukowanych w tajemnicy, wieszczących, wstydliwych.
Orhan Pamuk zaczął pisać powieść, mając problemy ze snem spowodowane zmianą czasu, po wyczerpującej podróży samolotem. Wplótł w nią sporo faktów z własnej biografii – podobnie jak Osman studiował na stambulskiej politechnice i mieszkał z matką. Nie jest to jednak realistyczny obraz społeczeństwa ani czasów mu współczesnych. Prędzej można określić powieść jako szaloną baśń, z katastrofami, zamachami, tajnymi agentami i tureckimi komiksami. Gdzieś w tle przebrzmiewają troski tradycyjnego tureckiego społeczeństwa poddane wpływowi popkultury, obnażając konflikt między Wschodem a Zachodem.
Nowe życie jest najlepiej sprzedającą się powieścią noblisty. W samej Turcji sprzedano w rekordowym tempie ponad 200 tys. egzemplarzy, co jest znaczące, gdyż to kraj, który nie wykształcił tradycji czytania.